# Kozso
Kozso (eredeti nevén Kocsor Zsolt; Eger, 1965. február 9. –) többszörös arany- és platinalemezes magyar énekes, zenész, zeneszerző, szövegíró és producer. A '90-es és 2000-es évek magyar könnyűzenéjének meghatározó alakja, formálója.
Nevéhez fűződik az 1993-ban alapított Alvajárók, majd az együttesből való kiválása után az 1994-ben alapított Ámokfutók formáció, illetve producere és kitalálója volt az All 4 Love (2001), a Bestiák (1997), a Shygys (1997), a Picasso Branch (1999), a West Company (2004), a Taboo (2000) és az Akt (2000) együtteseknek is. Szakemberek és pályatársak szerint Kozso az imidzs-kialakítás nagymestere.
A nevéhez fűződő legnagyobb slágerek az Alvajárók formációval a „Crazy Dance”, „Don Juan”, „Extázis”, az Ámokfutók formációval pedig a „Szomorú Szamuráj”, „Bad Man”, „Varázsolj el!”, „Mr. Casanova”, „Hé, várj!”, „A Hold dala”, „Meghalok 1 csókodért”, „Bújj mellém!”, „Kitsit vad a lány...”,  „Csak a csillagok” és számtalan más sikerdal.
Dolgozott együtt többek közt Zámbó Jimmyvel, Delhusa Gjonnal, a Hip Hop Boyz-zal, Erős Attilával, Lotfi Begivel, Náksival, DR BRS-el, Szulák Andreával.
Kozso ismertetőjele a kinyírt szemöldök és haj, egyedi öltözködése, egy nyaklánc, ami egy félholdat ábrázol, állandó napszemüveg viselés, illetve egy elöl hordott, fonott hajtincs.

## Pályafutása

### Kezdetek, gyerekkor
Kozso szülei szintén művészettel foglalkoztak, anyja festőművész, nagyapja faszobrász volt. Nyolcéves kora óta gitározik. Gitáros-énekesként kezdte pályafutását egy egri rockzenekarban (Calypso), mellyel több tehetségkutató versenyt is megnyertek. Az 1990-es évek elején szakított a rockzenével.

### Alvajárók (1993)
Új csapata, az Alvajárók triója már az akkor divatos, széles körben technónak nevezett – valójában eurodance – hangzással próbálta keresni a közönség és a pesti lemezkiadó kegyeit. A csapatot kezdetben Kozso és Csonti (Csont István) alkotta, majd hosszas keresgélés után találták meg Tanitát (T. Tóth Anita). A Magneoton igazgatójának, Pásztor Lászlónak annyira megtetszett a trió, hogy a csapat még haza sem ért Egerbe, már visszahívták őket szerződést kötni. Nem véletlen, hiszen az 1993-ban alapított Alvajárók volt az első, igazán erős "németes" hangzással, elektronikus zenével próbálkozó csapat Magyarországon. Az akkori slágerlisták élén olyan előadók szerepeltek, mint Haddaway, Dr. Alban, 2 Unlimited, Snap!, Culture Beat, DJ BoBo, Ice MC. A csapat ugyanezt az elektronikus (eurodance) vonalat szándékozta meglovagolni.

A Kozso művésznevet Pásztor László, lemezkiadó, igazgató javasolta neki, amikor szerződtek. Azt mondta, hogy Kocsor Zsolt névvel elég nehéz a dance műfajban érvényesülni, ezért összevonta a vezeték- és keresztnevet, így "létrehozva" Ko-Zso művésznevét.
"Először csak volt Kocsor Zsolt, aki érkezett Egerből, az együttesével az Alvajárókkal és annyira stimmelt amit csináltak az aktuális divatban, – abban a "dancefloor" irányzatban ők voltak az elsők Magyarországon, akik ezt nagyon jól csinálták – hogy még az irodából utánuk telefonáltam, hogy ne is menjenek vissza Egerbe, hanem jöjjenek vissza, írjunk szerződést. Amikor szerződtünk, akkor mondtam, hogy azokkal a nevekkel, hogy Tóth Anita, Csont István meg Kocsor Zsolt, azokkal elég nehéz egy ilyen dance műfajban érvényesülni és összevontam a vezeték- és keresztneveket, így lett a Kocsor Zsoltból Ko-Zso."

- Pásztor László, Magneoton (idézet a Dob + Basszus c. műsorból)
Az Alvajárók első lemeze hatalmas siker lett, így alapot adva a folytatásnak. A "Crazy Dance" és az "Extázis" c. felvételek minden hazai slágerlistán helyet kaptak. A B. Tóth László vezette Poptarisznya c. rádióműsor sugározta először az Alvajárók együttes zenéit. A lemez a New Tone stúdióban készült, a zenék és szövegek Kozso és Csonti közös munkája. A lemezen közreműködött többek közt Wolf Kati, Fehér Adrienne, Jakab György és Pásztor László.
Kozso a hirtelen jött siker után kivált az együttesből és elkezdte saját projektjét megvalósítani Ámokfutók néven. Tanita és Csonti nem fejezték be a közös munkát Kozso távozása után, az Alvajárók 2. albuma "De..." címmel 1995-ben jelent meg (a dalokat Csonti szerezte, majd Sellyei Tamás "Silk" keverte), de az együttes az első lemez sikerét nem tudta megismételni. Később – valószínűsíthetően jogi viták miatt – Night Foundation néven próbálkoztak, de sikertelenül.

### Ámokfutók

#### 1994-1995: Sebességláz és Varázsolj el! albumok
Kozso még az Alvajárók lemez készítése közben ismerkedett meg a Neotonból ismert Jakab György fiával ifj. Jakab Györgygyel (JeeJee). Az Ámokfutók már teljesen Kozso irányításával és elképzelése alapján működött.

Az Ámokfutók megalapítása után teljes imidzsváltáson ment keresztül. Kialakult máig ismert "védjegye", a fonott tincs, amit Hajas László mesterfodrásszal közösen találtak ki.
"Valakit akarnak követni, valakit akarnak szeretni, kell, hogy valamit megfogjanak benne – már nem úgy, hogy a valóságban, hanem – lelkileg és gondolatilag. Mindenki emlékezett arra a tincsre, mindenki tudta, hogy miről szól, hogy kihez tartozik. Mindenki ismeri a láncom, mindenki ismeri a mozdulataimat..."

- Kozso (idézet a Dob + Basszus c. műsorból)
Kozso harmadik zenésztársára Tissy (Horváth Tünde) személyében talált. Ebben a formációban olyan slágerek születtek, mint a „Bad man”, „Mr Casanova”, „Hé várj!”, „Varázsolj el!” , és a máig töretlen népszerűségnek örvendő „Szomorú szamuráj”.
A csapat ebben a felállásban két albumot jelentetett meg (Sebességláz; Varázsolj el!). Mindkettő arany-, majd platinalemez lett.
Koncertek sorozata, országos turnék és a slágerlisták meghódítása után Tissy és JeeJee elképzeléseikben egyre jobban eltávolodik Kozsotól, így ismét "szakítás" a formáció vége, Kozso egyedül viszi tovább az Ámokfutók nevet.

#### 1996: 3. album
Az aktuális divatot mindig jól ismerő frontember ekkor külföldi popzenei trendek mintájára a klasszikus 2 fiú – 1 lány formációt leváltotta 2 lány – 1 fiúra, így maga mellé vette Candy-t és Noa-t (tánc és vokál), ugyanakkor az Ámokfutók ekkoriban hivatalosan is egyszemélyes együttesként működött, visszatérő vendégként az albumon JeeJee is közreműködött. Az együttes zeneileg is megváltozott, eltávolodott a klasszikus eurodance – techno műfajtól, a dalok többsége sokkal poposabb, dallamosabb, "rádióbarát" lett, az albumon azért még mindig fellelhetőek olyan szerzemények, amik hajaznak az eurodance-re ("Nem tagadom", "Érints meg!").
Ebben az évben együtt dolgozik Delhusa Gjonnal, a "Rossz pénz" c. albumán, illetve szerepel a "Xénia Láz" c. albumon, a JeeJee-vel közösen készített "Rómeó" c. dallal.
Olyan slágerek kaptak helyet a harmadik albumon, mint a "Kitsit vad a lány...", a "Robinson", vagy a slágerlistákat hetekig uraló, DJ Dominique-kal közösen írt "A Hold dala". A siker nem maradt el, az eladott példányszámoknak köszönhetően az együttes tovább gyarapíthatta sikereit, az album ismét aranylemez lett. A harmadik album sikerét követően Magyarország egyik legnépszerűbb együttese lett az Ámokfutók.
Eközben saját együttese mellett producerként kibontakozik egy ötlet egy fiúcsapat megalkotására, de a kiadója javaslatára inkább megalakítja a Bestiák nevű lánytriót, aminek egyben producere is lesz. A lányok lemezén jogi okok miatt Sam Ray néven tűnik fel.

#### 1997: Van valami...
1997-ben a "Van valami..." c. nagylemez készítése közben csatlakozik Kozsohoz Sandra, Susie és Vic. A lemez hangzásvilágban követte a harmadik lemezt. A zene és szöveg szintén Kozso munkája. A "Van valami...", "Voodoo Dance", "Álmodj még!", "Csak a csillagok...", "Bújj mellém!" slágerek mellett helyett kapott az albumon Ray Parker Jr. – Ghostbusters c. film zenéjének feldolgozása is "Yo! Szellem!" címmel. A lemez legnagyobb slágere – és talán az Ámokfutók legnagyobb slágere is egyben a "Szomorú szamuráj" mellett – a "Meghalok 1 csókodért!", Gazebo – I Like Chopin című szerzeményének hivatalos feldolgozása, amit hosszú tárgyalás során sikerült engedélyeztetni az eredeti előadóval. Az album arany- majd dupla platinalemez lett.
Még ebben az évben Kozso tovább önállósodik és céget alapít Samurai Songs Records néven a Warner Music Hungary és a Magneoton égisze alatt.
Kozso országos tehetségkutató versenyt szervez, öt jól éneklő fiút keres új ötletéhez a Shygys-hoz, amit a Backstreet Boys és a New Kids on the Block sikere inspirál. Kozso saját lemezcégének első üdvöskéje a Shygys lett, bemutatkozó maxi lemezükből ("Helló!") kevesebb, mint három hónap alatt több, mint 100 ezer példány talált gazdára.

#### 1998
Az év elején megjelenik a Shygys bemutatkozó nagylemeze, aminek a dal- és szövegírója, producere Kozso. A lemez már a Samurai Songs Record és a Warner-Magneoton közös kiadásában jelenik meg. A Shygys debütáló korongja arany- majd platinalemez lett.
Ismételten a tehetségkutatás válik fő tevékenységévé az évben, ismét egy öt tagú fiú csapat, a Picasso Branch születik. A csapatban debütál Bebe is (később a Back II Black énekese). Rövid idő alatt a csapat tagjai háromszoros aranylemezes előadókká válnak. Legnagyobb slágerük az "Álmodj rólam".
Ebben az évben az Ámokfutók és a Bestiák közösen lehetőséget kap fellépni Európa egyik legnagyobb szabadtéri koncertjén a Westel (Telekom) által szervezett Kapcsolat koncerten, ahol a fő fellépő a Modern Talking volt, illetve olyan előadókkal léphettek színpadra, mint Ákos, Charlie, Zorán és a Republic.
Susie megalapítja saját tánciskoláját az Ámokfutók kötelékében Ámokfutók Tánciskola néven.
Az év végén megjelenik a Bestiák "Fáj még, ha néha felhívsz" c. albuma. Elkezdődnek az "Ezüst eső" című Ámokfutók album munkálatai.

#### 1999: Ezüst eső
Másfél év kihagyás után Kozso a saját együttesével az Ámokfutókkal tér vissza. Az albumhoz három videoklip is készült ("Ne sírj!", "Neked adom", "Angyalok álma"). Kozso az albumon ismét együtt dolgozik DJ Dominique-kal, illetve egy dal erejéig, vendég előadóként, a saját maga által menedzselt lánycsapat, a Bestiák is közreműködik ("Hepidéj").
A menedzsmentnek és a szponzoroknak köszönhetően (Casio, Danubius Rádió, Cracker) óriási reklámkampány kísérte az új lemezt.

#### 2000: Szerelem hajnalán
Ekkorra már a magyar szakma is tudta, hogy amihez Kozso a nevét adja az "arannyá" válik.
Az előadó életében új lehetőség nyílt, hiszen a "Szerelem hajnalán" c. album hangmérnöke az a Mark McGuire lett, aki korábban olyan előadókkal dolgozott a teljesség igénye nélkül, mint La Toya Jackson, Bananarama, Laura Branigan, Rick Astley, Dead or Alive, Samantha Fox, Erasure, Kylie Minogue, Sabrina, vagy éppen, de nem utolsósorban Jamiroquai. Az angol szakemberrel két hónapig dolgozott együtt az albumon.
A professzionális közös munka, a dallamos slágerek, mint amilyen az "Érted fáj...", Black – Wonderful Life szerzeményének feldolgozása az "Álmomban szállj tovább", vagy a Kool & the Gang feldolgozás, a címadó dal, "A szerelem hajnalán" és a marketing meghozta az eredményt. A korong már az előrendelések számából platinalemez státuszba került.
Az akkor éppen karrierjében megrekedt Sipos F. Tamás is leszerződik egy lemez erejéig Kozsoval, a közös munka eredménye Siposef – "Mindig gondolj rám..." c. albuma.

#### 2001: Best of 500.000
Kozso az Ámokfutók formációval 2001-re már túl volt a 900.000 lemezeladáson, de mivel az 1 milliós határt még nem érte el, ezért az album címe "Best of 500.000" lett. Ez egy átfogó válogatásalbum lett az Ámokfutók legnagyobb slágereiből. Ezen az albumon helyet kapott a régi slágerek mellett két új dal, a "Legyen tiéd ez a nap", amit Kozso a Magyar Speciális Olimpiai Szövetség felkérésére készítette el, illetve a "Nem akarok sírni többé már".
Az albumból több, mint 200.000 talált gazdára. 2001 decemberében közös megegyezéssel szerződést bont a Warner-Magneoton kiadóval.

#### 2003: Soha véget nem ér
Kozso szerepel a TV2-n futó Big Brother VIP reality műsorban, többek közt Ganxsta Zolee, Kapócs Zsóka, Harsányi Levente, Növényi Norbert és Zalatnay Cini társaságában.
Az évben kiadásra kerül a "Soha véget nem ér" című album, aminek címadó dalát a Backstreet Boys-szal is együtt dolgozó Franciz & LePont szerzőpárossal közösen jegyzi. Kozso mindeközben a Danubius Sales House Records művészeti producere lett.
Az albumról három dalhoz készült videoklip ("Maradj velem!", "Te vagy minden álmom", "Soha véget nem ér...").
Kozso a tehetségkutatást sem adta fel, új felfedezettje Dina, akivel a közös munka eredménye a "Rólad álmodom" c. album.

#### 2004: 9. album
2004-ben szerződést ír alá az RTL Zeneklubbal, zenei produceri állást tölt be. Az RTL Zeneklub berkein belül együtt dolgozik Császár Előddel, A Két Zsivány formációval, illetve a Picasso Branch-ből eddigre már kivált Ricky-vel, aki a "Majao" c. dalhoz videoklipet is forgatott.
Részt vesz az RTL Klub Sztárbox c. műsorában, ahol korábbi felfedezettje, az ex-Picasso Branch tag Bebe az ellenfele.
Eközben megjelenik a 9. Ámokfutók nagylemez. A lemez különlegessége, hogy először csendül fel Susie hangja, aki az Ámokfutók életében eddig táncos és koreográfus volt (illetve Kozso párja).
Kozso ekkor már gyakorlatilag törzsvendége volt az USA-nak, régi nagy álmát próbálja valóra váltani, elkezdi szervezni amerikai karrierjét, többször tárgyal amerikai managementekkel, producerekkel, stúdiókkal, zenészekkel, folyamatosan keresi a lehetőséget a kiugrásra.

#### 2005-2007
Kozso a sikeres Alvajárók és Ámokfutók évek után hátra hagyja Magyarországot, amerikai karrier reményében. Rengeteg koncertet lemond és kiköltözik Kaliforniába. Egy Los Angeles-i cég felkérésére dalokat ír kezdő művészeknek, gyakorlatilag ismeretlenként élve az USA-ban.
Együtt dolgozik Manuel Seal-lel Atlantában, hogy a Grammy díjas producer és dalszerző segítségével egyengesse amerikai karrierjét.
Néhány hónap múlva, Kozso megkezdi zeneszerző munkálatait a new yorki Right Track Recording stúdióban. Ekkoriban születnek meg a magyar dalok angol nyelvű változatai, feldolgozásai.
Eközben itthon Magyarországon továbbra is tevékeny, feldolgozást készít közösen "A Hold dala" c. szerzeményből az akkori a klubélet legnagyobb sztárjaival az Erős vs. Spigiboy formációval, így biztosítva, hogy itthon se felejtsék el, amíg ő amerikában próbálkozik beindítani karrierjét.
2005 és 2007 között Magyarország és az USA között ingázik, koncertezik itthon és külföldön.

#### 2008: 10. album
Megjelenik az Ámokfutók 10. albuma "Ami jó, ami szép" címmel, de csak Romániában.
Kozso betartotta az erdélyi közönségnek tett igéretét és olyan dalok kerültek erre a lemezre, amiket addig soha nem publikált még Magyarországon. Az album terjesztésében egy romániai kiadó működött közre.
Ekkoriban Frei Tamás afrikai showjának, a "Sztárok a fejükre estek" című realitynek a szereplője. Kozso negyedikként végzett a műsorban. Ezt követően inkább a TV-műsorokban találkozhattak vele nézők, mint pl. Hal a tortán, Vacsoracsata, Édes négyes, illetve egyéb főműsoridőben zajló vetélkedők.

#### 2009-2016
Kozso felfedezi Keira nevű énekesnőt, akivel egy párt is alkotnak a későbbiekben.
2010-ben megjelenik a "Kozso – Újratöltve! Reloaded! – Best Of Ámokfutók" c. 11. Ámokfutók-album. A lemez nem csupán egy válogatásalbum az Ámokfutók legnagyobb slágereivel, hanem egy teljesen újrahangszerelt és újra felénekelt válogatásalbum, illetve található rajta pár eddig meg nem jelent dal is ("Forog a világ velem", "Régen vége már") és teljesen új dalok is ("Nem számít").
2012-ben újra megpróbálkozik egy lánycsapattal, életre kelti a JukeBox Babiez öt plusz egy tagú zenekart. Ez már Kozso 23. csapata volt. Sokan gondolták azt, hogy a lányok segítségével Kozso ismét a magyar zenei élet középpontja lesz. A lányoknak három daluk jelent meg angol, illetve magyar nyelven, számos remix-verzióval ("Akarom én is! / I Need You Know", "Nem szól"). Kozso profi stábot bérelt a lányoknak, egy több, mint 8 perces kisfilmet forgatott velük bemutatkozó videoklipként, amiben az ismert színész, Kálloy Molnár Péter is szerepel, illetve Keira, mint vendégelőadó – rapper. A kisfilmet a Pixel Film készítette, forgatókönyvírója Kozso volt. Országos marketingkampány kísérte a csapat bemutatkozását.
A film egy bárban játszódik, ahol a pincér (Kálloy Molnár Péter) megunja a zongorista monoton játékát, ezért elindít a zenegépen egy dalt, de ott egy hiba folytán a lányok zenéje csendül fel, amit a zongorista eddig is játszott. A lányoknak az akkor divatos elektronikus hangzást álmodta meg, de a várt siker elmaradt. Egyes források szerint a csapat tagjai gyors sikerre vágytak. A JukeBox Babiez formáció tagjai közt megtalálható a későbbi Éden Hotel-szereplő Snjezana.
2013-ban Kozso lánya, Amanda, egy fiúgyermeknek adott életet.
2014-ben a megfeszített életmódját már nem bírta (pedig 2011-ben egy kisebb agyvérzés után figyelmeztették orvosai), ismét agyvérzést kapott, arca lebénult, agyműtétet kellett végrehajtani rajta, hónapokig válságos volt az állapota. Agyvérzése után bár emlékezett mindenre, járni, beszélni újra meg kellett tanulnia. Kozso betegsége miatt néha zavarosan tudja csak kifejezni magát.
2015-ben újra visszatért a színpadra, újra vállal fellépéseket.

#### 2018: Ámokfutók – 25
2018-ban Kozso ismét megkereste régi barátját, Csont Istvánt (Csonti), akivel még az Alvajárókban zenéltek együtt. Csonti az elmúlt években az X-Faktor háttérstábjában dolgozott. Kozso elmondása szerint azért van szükség újra a Csontival való közös munkára, hogy elölről kezdhessenek mindent. A közös munka meghozta gyümölcsét, 8 év után újra nagylemezzel jelentkezik az Ámokfutók, az együttes 25. évfordulója alkalmából.
Csonti és Kozso 17 számmal jelentkezik az albumon. Köztük található több új szerzemény, a régi nagy slágerek pedig újrahangszerelve és újraénekelve kerültek a lemezre.

#### 2019-2022
2019 rosszul kezdődött a tincses énekesnek. Az USA-ban ünnepelte az újévet, amikor pedig Magyarországra szeretett volna visszautazni, az amerikai bevándorlásügyi hivatal a reptéren letartóztatta és 40 napra börtönbe zárta.
Miután tisztázták, hogy az énekes legálisan tartózkodott az USA-ban, elengedték, azóta nem szívesen utazik vissza Amerikába.
Kozso a mai napig rendszeres sztárvendége TV-műsoroknak, rádióknak, online podcastoknak, internetes beszélgetős műsoroknak.
Szabadidejében festményeket készít, amit rendszeresen megoszt a követőivel a social mediaban, új zenéken dolgozik. Állandó fellépője a Total Dance Festival-nak, szabadtéri nagyszabású retro fesztiváloknak. Magyarországon és a környező országokban turnézik. Időről időre megújul, felfrissíti régi szerzeményeit, reflektál a világ zenei trendjeire.
Koncertjein a fiatalabb korosztály éppúgy ismeri a zenéjét, mint az idősebbek. Fellépésein rendszeresen megy a közönsége közé és velük együtt énekel.
Szeret adományozni és rendszeresen adakozik is. Országos médiaeseménynek számított, amikor ikonikus tincsét levágatta és árverésre bocsátotta. Az ebből befolyt összeget (1.5 millió Forint) eladományozta.

## Albumok
Az Alvajárók együttes tagjaként:
- Alvajárók (1993)

Az Ámokfutók együttes tagjaként:
- Sebességláz (1994)
- Varázsolj el (1995)
- Ámokfutók 3 (1996)
- Van valami (1997)
- Ezüst eső (1999)
- Szerelem hajnalán (2000)
- Best of 500 000 (2001)
- Soha véget nem ér (2003)
- Ámokfutók 9 (2004)
- Ami jó, ami szép (2008)
- Kozso - Újratöltve! Reloaded! (2010)
- Ámokfutók - 25 (2018)
- Szállj velem! (2023)